# Alurnini
Alurnini (лат.) — триба насекомых из подсемейства щитоносок семейства листоедов (Chrysomelidae), состоящая из 6 родов. Являются травоядными.

## Описание
Средние, широкие, часто пестрые, цветные листоеды-жуки. Они являются одними из самых крупных видов в этой группе. Голова маленькая, переднеспинка и крылья довольно широкие, без зубов и костяшек. Антенны довольно мощные.
Как личинки, так и взрослые живут на растениях и питаются от них.

## Систематика
Недавно таксон Шпины включили в (подсемейство) жуков-Щитоносок, к Кассидини.

### Классификация
В трибу включают 6 родов:
- Adalurnus Maulik, 1936
- Alurnus Fabricius, 1775
- Coraliomela Jacobson, 1899
- Mecistomela Jacobson, 1899
- Platyauchenia Sturm, 1843
- Pseudocalaspidea Jacobson, 1899